# Fuilla
Fuilla (in catalano Fullà) è un comune francese di 378 abitanti situato nel dipartimento dei Pirenei Orientali nella regione dell'Occitania.

## Società

### Evoluzione demografica
Abitanti censiti